# Чезана-Торинезе
Чезана-Торинезе (итал. Cesana Torinese) — коммуна в Италии, располагается в регионе Пьемонт, в провинции Турин.
Население составляет 1055 человек (2008 г.), плотность населения составляет 9 чел./км². Занимает площадь 121 км². Почтовый индекс — 10054. Телефонный код — 0122.
Покровителем коммуны почитается святой Иоанн Креститель, празднование 24 июня.

## Демография
Динамика населения:

## Администрация коммуны
- Официальный сайт: http://www.comune.cesana.to.it/